# Natostjärnan
Natostjärnan är en skulptur på hedersgården vid Natos högkvarter i Bryssel i Belgien.
Skulpturen avtäcktes 1971 och symboliserar bandet mellan Europa och Nordamerika och har inspirerats av Natos flagga, som infördes 1953.
Då Natostjärnan var uppställd vid Natos tidigare högkvarter omgavs den av de dåvarande medlemsländernas nationsflaggor. Då Nato flyttade till sitt nuvarande högkvarter flyttades även skulpturen över gatan Boulevard Leopold III till sin nuvarande plats 28 maj 2016.
11 oktober 2016 gav belgiska posten, Bpost, ut ett frimärke i begränsad utgåva till minne av Natos 50 år i Bryssel. Frimärket avbildar Natostjärnan.

## Bildgalleri

Natoflaggans kompassros
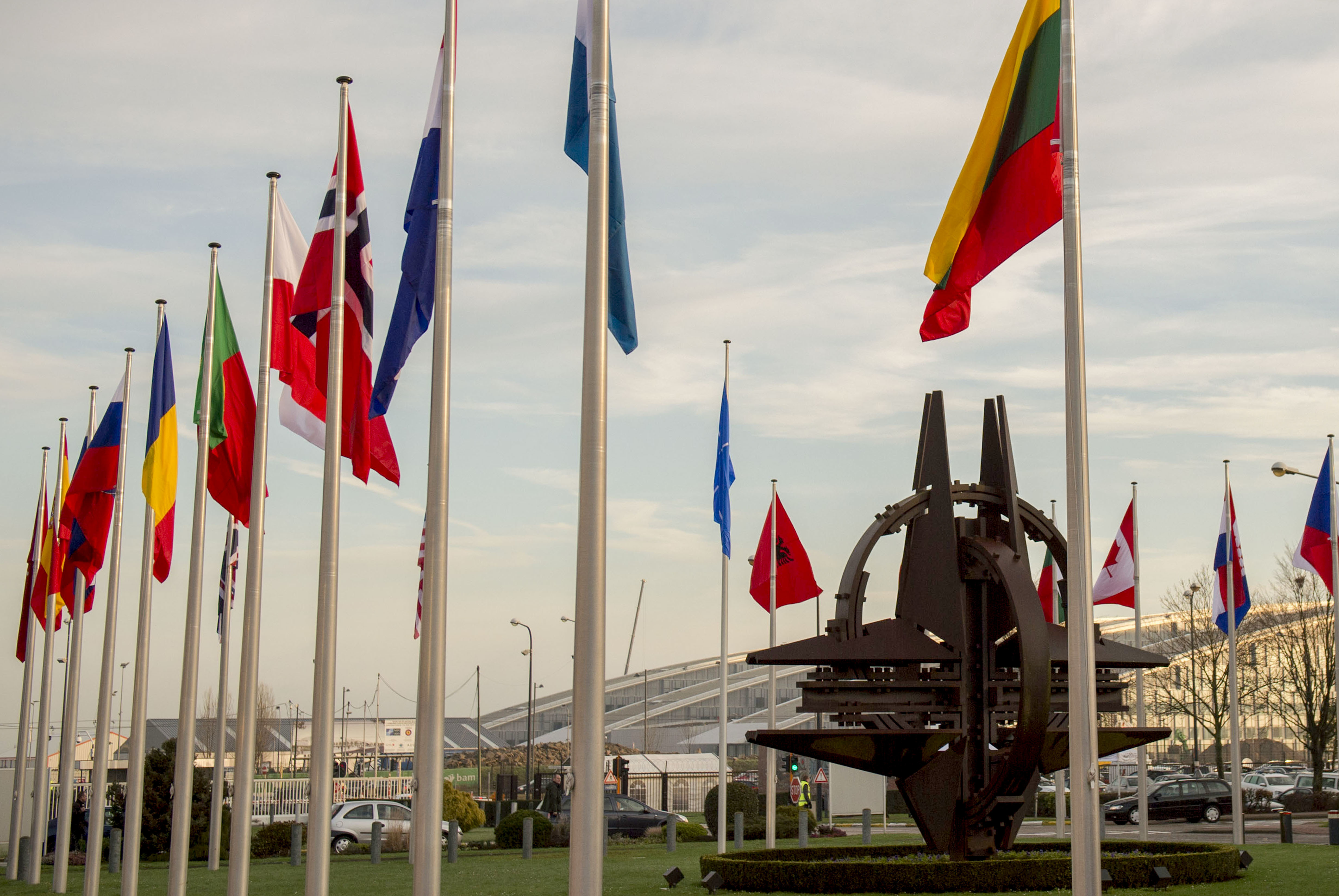
Natostjärnan vid Natos tidigare högkvarter
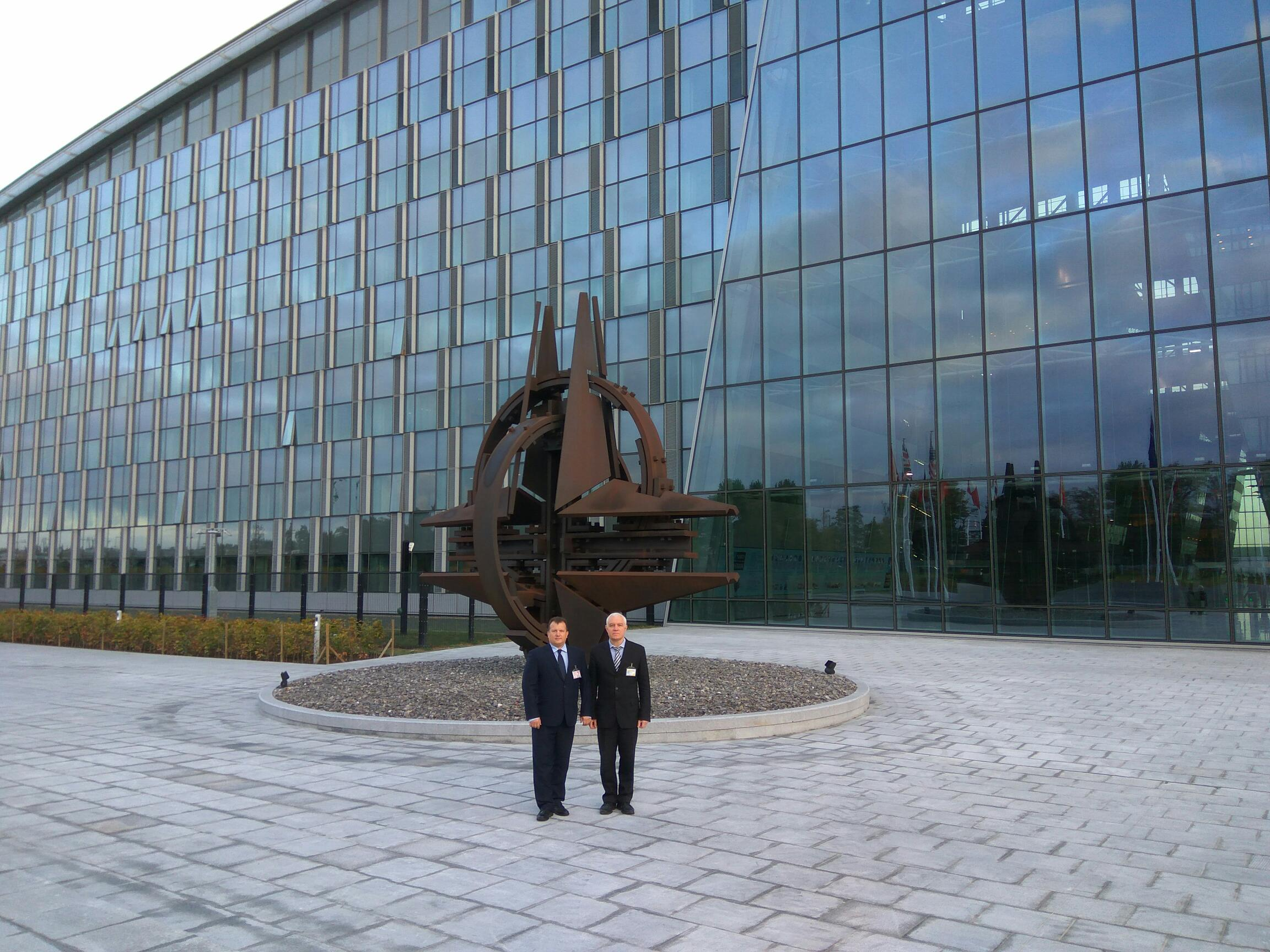
Natostjärnan på sin nuvarande plats